# Макпалкольський сільський округ
Макпалко́льський сільський округ (каз. Мақпалкөл ауылдық округі, рос. Макпалкольский сельский округ) — адміністративна одиниця у складі Жалагаського району Кизилординської області Казахстану. Адміністративний центр та єдиний населений пункт — село Темірбек Жургенов.
Населення — 1883 особи (2021; 1921 у 2009, 2275 у 1999, 2053 у 1989).
Станом на 1989 рік існувала Калінінська сільська рада (села Жана-Талап, Жана-Талап, Жана-Талап). Пізніше найбільше село Жана-Талап було перейменовано в село Макполколь, яке разом з найменшим селом Жана-Талап утворили окремий Макпалкольський сільський округ.

## Склад
До складу округу входять такі населені пункти:
| Населений пункт         | Колишні назви                      | Населення, осіб (1989) | Населення, осіб (1999) | Населення, осіб (2009) | Населення, осіб (2021) |
| ----------------------- | ---------------------------------- | ---------------------- | ---------------------- | ---------------------- | ---------------------- |
| Темірбек Жургенов, село | Жана-Талап, Макпалколь, Макполколь | 1769                   | 2275                   | 1921                   | 1883                   |
| Жана-Талап, село        | -                                  | 284                    | -                      | -                      | -                      |